# Dichtste bolstapeling

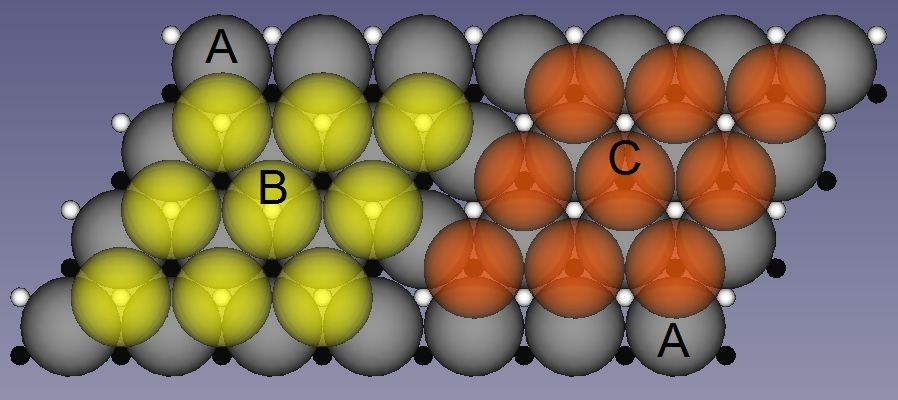
Let op het verschil tussen de witte en de zwarte gaten.

In de meetkunde en kristallografie is de dichtste bolstapeling of dichtste stapeling van bollen, ook wel dichtste pakking genoemd, een zodanige configuratie, regelmatig of onregelmatig, van een willekeurig groot aantal identieke bollen, dat geen andere configuratie voor hetzelfde aantal bollen minder ruimte inneemt.
De atomaire pakkingsfactor is het deel van het volume in een kristalstructuur, dat door atomen wordt bezet. Het gaat van een harde-bollenmodel uit, waarin de atomen elkaar raken, maar elkaar niet overlappen. Dichtste bolstapelingen worden in de kristalstructuur gevonden van edelgassen en metalen. Het kusgetal in drie dimensies is twaalf.

## Pakkingsfactor

Vergelijking tussen de hexagonale dichtste stapeling (HCP) links en kubisch vlakgecentreerd (FCC) rechts.

Men verstaat onder de pakkingsfactor, vullingsfactor of gemiddelde dichtheid van een configuratie van een bolstapeling de verhouding van het volume van de bollen in een eindig deel van de ruimte en het volume van dat deel zelf.
Gauss gaf er een bewijs voor, dat de hoogste pakkingsfactor, die door een roosterschikking kan worden bereikt, gelijk is aan
{\displaystyle {\frac {\pi }{3{\sqrt {2}}}}\approx 0{,}74048}
Het vermoeden van Kepler stelt dat {\displaystyle \pi /(3{\sqrt {2}})} ook de hoogste dichtheid is, die voor enige roosterschikking van bollen kan worden bereikt. Dit vermoeden wordt nu algemeen beschouwd als in 1998 door Thomas Hales te zijn bewezen.

## Hexagonale en kubische stapeling
Er zijn meerdere manieren van bolstapeling, die de maximale pakkingsfactor van ongeveer 0,74 halen. De simpele, veelvoorkomende hexagonale dichtste stapeling en kubisch vlakgecentreerd stapeling hebben deze dichtste stapeling. Deze stapelingen lijken veel op elkaar, maar de er zit een verschil in de stapeling van de lagen:
- hexagonale dichtste stapeling (HCP) = AB AB AB AB... (om de twee lagen gelijk),
- kubisch vlakgecentreerd stapeling (FCC) = ABC ABC ABC... (om de drie lagen gelijk).

De bollen in de hexagonale dichtste stapeling liggen in het grondvlak in een rooster, in vlakken van driehoeken tegen elkaar aan. De lagen daarboven liggen ten opzichte van de laag daaronder steeds met dezelfde afstand en in dezelfde richting verschoven. Iedere bol {\displaystyle B} is door 12 andere bollen omringd, waarvan de middens allemaal even ver van het midden van {\displaystyle B} afliggen. De eenheidscel van de hexagonale dichtste stapeling is die van het hexagonale kristalstelsel.
De bollen in de kubisch vlakgecentreerd stapeling liggen in het grondvlak in een rooster van vierkanten, die weer tegen elkaar aan liggen. De laag daarboven ligt ook hier weer ten opzichte van de grondlaag iets verschoven. Het verschil is dat deze laag iets dieper in de eerste laag kan wegzakken dan bij de hexagonale dichtste stapeling. Dat maakt dat de pakkingsfactor van de kubisch dichtste stapeling dezelfde wordt als die van de hexagonale dichtste stapeling. De laag twee daarboven ligt weer recht boven de eerste laag, maar de bollen van de eerste en de derde laag raken elkaar niet. Alle atomen in deze stapeling vormen op vier manieren met drie andere atomen een vierkant, maar er is geen enkel atoom in de stapeling, die met zeven andere atomen een kubus vormt.
Iedere bol raakt in ieder van deze configuraties aan twaalf andere bollen.

## Minder regelmatige hexagonale stapelingen
Er zijn meer stapelingen met de maximale pakkingsfactor mogelijk. De bollen liggen in deze stapelingen weer in driehoeken in vlakke roosters die op elkaar liggen. Deze stapelingen lijken op de hexagonale dichtste stapeling, maar verschillen daarvan doordat de vlakken niet steeds op dezelfde manier ten opzichte van elkaar verschoven zijn. Als een nieuwe laag wordt aangebracht, ligt deze bijvoorbeeld niet altijd recht boven een laag die drie lagen lager ligt, maar meteen twee lagen lager.